# Джанні Сегедоні
Джанні Сегедоні (італ. Gianni Seghedoni, 3 березня 1932, Модена — 21 квітня 2016, Модена) — італійський футболіст, що грав на позиції захисника. По завершенні ігрової кар'єри — тренер, відомий роботою з двома десятками команд, здебільшого з другого і третього італійських дивізіонів.

## Ігрова кар'єра
У дорослому футболі дебютував 1951 року виступами за команду клубу «Модена», в якій провів один сезон, взявши участь у 15 матчах чемпіонату. Згодом по одному сезону відіграв за «Тома Мальє» і «Прато». 
1954 року перейшов до «Барі», кольори якого захищав до 1961 року з річною перервою на сезон 1955/56, протягом якого на умовах оренди грав за «Реджяну». Загалом за команду з Барі виходив на поле у 194 матчах італійської першості, у тому числі 95 разів в іграх Серії A. У складі інших команд в еліті італійського футболу не грав.
1961 року уклав контракт з клубом «Лаціо», у складі якого провів наступні два роки своєї кар'єри гравця. А завершив професійну ігрову кар'єру у «Віз Пезаро», за команду якого виступав протягом 1963—1964 років.

## Кар'єра тренера
Розпочав тренерську кар'єру невдовзі по завершенні кар'єри гравця, 1966 року, очоливши тренерський штаб третьолігового «Лечче». Згодом працював у тій же Серії C з командами «Пескари» та «Інтернаполі».
1970 року очолив тренерський штаб клубу «Катандзаро» із Серії B. Під його керівництвом команда за результатами першого ж сезону уперше у своїй історії здобула підвищення в класі до Серії A. Проте свій дебютний сезон в еліті італійського футболу «Катандзаро» провалив, не зумівши зберегти місце у найвищому дивізіоні, після чого Сегедоні команду залишив. 
Крім цього сезону з «Катандзаро» тренер працював у Серії A з «Віченцою» протягом частини сезону 1972/73, а також протягом другої половини сезону 1981/82, коли безуспішно намагався уникнути пониження у класі на чолі «Комо».
Решту ж тренерської кар'єри провів у нижчих дивізіонах італійського футболу, встигнувши пропрацювати з маже двома десятками команд другої і третьої італійських ліг.
Останнім місцем тренерської роботи Сегедоні був «Сассуоло», головним тренером команди якого він був з 1994 по 1995 рік.
Помер 21 квітня 2016 року на 85-му році життя у місті Модена.